# Morti nel 670
| Questa pagina contiene informazioni ricavate automaticamente dalle voci biografiche con l'ausilio del template Bio e di un bot. L'aggiornamento è periodico e automatico e ricostruisce completamente la pagina. Se manca una persona in questa lista, sei pregato di non aggiungerla, ma accertati piuttosto che la sua voce biografica contenga il template Bio e che i dati anagrafici siano correttamente compilati. Se il template Bio manca, inseriscilo tu stesso o, in alternativa, metti l'avviso {{tmp\|Bio}} che ne segnala la mancanza. Se i dati riportati sono sbagliati, correggi direttamente la voce biografica; le modifiche saranno visibili in questa lista entro pochi giorni. Per chiarimenti vedi il progetto biografie. La lista contiene solo le 12 persone che sono citate nell'enciclopedia e per le quali è stato implementato correttamente il template Bio. Pagina aggiornata al 27 gen 2025. |

- 16 marzo - Eusebia di Hamage, badessa franca (n. 637)
- 2 aprile - Al-Hasan ibn Ali, califfo (n. 624)
- 1º novembre - Audomaro di Thérouanne, vescovo franco (n. 600)
- 13 novembre - Massellenda, santa franca
- Edburga di Caistor, monaca cristiana inglese
- Gobano, monaco cristiano irlandese
- Al-Harith ibn Kalada, medico arabo
- Leudino di Toul, vescovo e monaco cristiano franco
- Magno di Oderzo, vescovo italiano (n. 580)
- Oswiu di Northumbria, sovrano anglosassone (n. 612)
- Valdeberto di Luxeuil, abate e santo franco
- Safiyya bint Huyayy